# Венхадлув
Венхадлув (пол. Węchadłów) — село в Польщі, у гміні Міхалув Піньчовського повіту Свентокшиського воєводства.
Населення — 466 осіб (2011).
У 1975-1998 роках село належало до Келецького воєводства.

## Демографія
Демографічна структура на день 31 березня 2011 року:
|          | Загалом | Допрацездатний вік | Працездатний вік | Постпрацездатний вік |
| -------- | ------- | ------------------ | ---------------- | -------------------- |
| Чоловіки | 236     | 47                 | 157              | 32                   |
| Жінки    | 230     | 34                 | 125              | 71                   |
| Разом    | 466     | 81                 | 282              | 103                  |